# Мелетий Византийски
Мелетий (срещат се и формите Милетий, Милети, на гръцки: Μελέτιος, Мелетиос) е гръцки духовник.

## Биография
Роден е около 1805 година в Цариград, поради което носи прякора Византийски (Βυζάντιος, Византиос), и е роднина на великия патриаршески логотет Николаос Аристархис. През септември 1840 година е ръкоположен за китроски епископ. Подава оставка на 15 октомври 1846 година.
С разгорещяването на борбата на българите за самостоятелна църква Цариградската патриаршия назначава в март 1848 за владика в Дойран Мелетий, който е известен противник на българското богослужение и българското образование. В Дойран Мелетий е наречен от населението Дели Милети (Лудия Милети) заради развратното си поведение. Но българската партия в града, начело с видните граждани Киро Ристенин, Коста Ичков, Хаджи Дине Хаджидимитров, Христо Бръзицов, Костадин Кьосев и Дине Ампов, успява да спечели в някои празнични дни в катедралния храм да се чете на български. Около 1850 година учител в Дойран е охридчанинът Андроник Йосифчев, който преподава само на гръцки, но и разпространява идеята за българската просвета.
В 1856 година няколко дойрански чорбаджии условят за учител в Дойран светогорския монах Арсений от Галичник, който за пръв път освен на гръцки започва да преподава два дни в седмицата и на български език. С това училище започва и възраждането на българщината в Дойран. След две години Арсений е уволнен от Мелетий.
В подчинения на епископията Кукуш в 1857 година се връща като учител Димитър Миладинов, този път придружен от Райко Жинзифов и двамата за пръв път отварят българско училище в града. Мелетий ги заплашва с афоресване, но е принуден да отстъпи и да приеме появата на българско училище. Според дописка в „Български книжици“ Миладинов и Жинзифов му отговорили:
| „ | Владико свети, ако введиме ние в нашите църкви болгарскийот язик, ние со то ни се чини, ни малко не правиме некое богопротивно и лошо дело, но напротив, много богоугодно и душополезно, ибо българскиот язик е наш майкин язик. За тоя молим те, Владико светий, ако ти не земиш труд и попечение да просвещаваш и управляваш според знанието на истинний път, то на крайний мере не препятствувай ни да се просвещаваме. | “ |

През 1859 година след дълга борба на дойранчани и кукушани и под заплахата от уния Мелетий е отзован от Дойран.
На 27 януари 1864 година или на 3 февруари 1864 година е назначен на епископската катедра в Правища и заминава за епархията си на 2 април 1864 година. Остава на поста до 25 ноември 1867 година. От 1867 до 1879 година отново заема катедрата в Дойран.
Мелетий отново е поленински епископ от 25 ноември 1867 до 5 март 1879 година. След това оглавява Йерисовската и Светогорска епископия до оставката си през януари 1890 година. Оттегля се във Великата Лавра на Атон, където умира в януари 1896 година.